# Амфитрита
Амфитрита (на гръцки: Ἀμφιτρίτη) в древногръцката митология (според Хезиод) е нереида, дъщеря на Нерей и Дорида, съпруга на Посейдон. В древноримската митология ѝ съответства Салация, съпругата на Нептун.

## Митове
Според една от версиите Посейдон я похитил. Според друга след като я видял на брега на остров Наксос със своите сестри нереиди бил пленен от красотата ѝ, но Амфитрита се скрила в една пещера в океана. Дълго я търсил Посейдон, докато накрая един делфин не му помогнал и издал къде са се скрили девойките. Посейдон намерил Амфитрита и я взел за жена, а за благодарност делфинът бил поставен на небето като съзвездие.

## Друга версия
Според Аполодор Амфитрита е една от океанидите, макар че той я споменава и между нереидите, така че вероятно става дума за една и съща фигура.